# Gare de Langlete
La gare de Langlete est une gare ferroviaire norvégienne de la ligne de Røros située à Langlete sur le territoire de la commune de Holtålen dans le comté et région du Trøndelag.
Mise en service en 1877, elle devient une simple halte en 1958. Celle-ci est déplacée plus au nord en 2009. c'est une halte voyageurs de la Norges Statsbaner (NSB) desservie par des trains régionaux et locaux.

## Situation ferroviaire
Établie à 235,9 mètres d'altitude, la gare de Langlete est établie au point kilométrique (PK) 463,01 de la ligne de Røros, entre les gares ouvertes de Haltdalen et de Singsås.

## Histoire

### Première gare
La station de « Langlete » est mise en service le 16 janvier 1877, elle dispose d'un bâtiment voyageurs construit en 1876.
En 1887, elle possède plusieurs voies et une remise pour une locomotive. La voie étant difficile, la station dispose d'une locomotive à vapeur pour pousser les trains de marchandises en direction de Røros
Elle devient une simple halte ferroviaire sans personnel permanent le 1er mai 1958.

### Deuxième gare
La situation de la première station avait été choisie en fonction de l'aide à fournir aux trains lourds de marchandise et non pas pour l'accès des voyageurs. Les travaux pour le remplacement de l'ancienne station par une nouvelle halte à environ 800 mètres plus au nord sont effectués en 2009. Le nouveau site est plus facile d'accès est proche d'une autoroute. Le 27 octobre 2009, la nouvelle halte est inaugurée en présence d'environ 65 habitants du village venus pour accueillir les personnalités arrivées par le train 412 de Trondheim à Røros. La nouvelle halte comporte un abri avec banc, un quai haut avec de l'éclairage, une borne pour le rechargement des voitures électriques, un parking pour les voitures et un emplacement pour les vélos.

## Service des voyageurs

### Accueil
Halte NSB, c'est un point d'arrêt non géré à accès libre. Elle dispose d'un quai haut avec un abri, avec banc, et de l'éclairage.

### Desserte
Langlete est une halte voyageurs de la NSB desservie par des trains régionaux de la relation n°25  Hamar - Trondheim S et des trains locaux de la relation n°26 Rognes - Røros.

### Intermodalité
Un support pour les vélos et un parking pour les véhicules y sont aménagés. Une borne permet la recharge des véhicules électriques.